# ایمکه دوپلتسر
ایمکه دوپلتسر (آلمانی: Imke Duplitzer؛ زادهٔ ۲۸ ژوئیهٔ ۱۹۷۵) شمشیرباز اهل آلمان است.